# Bombus

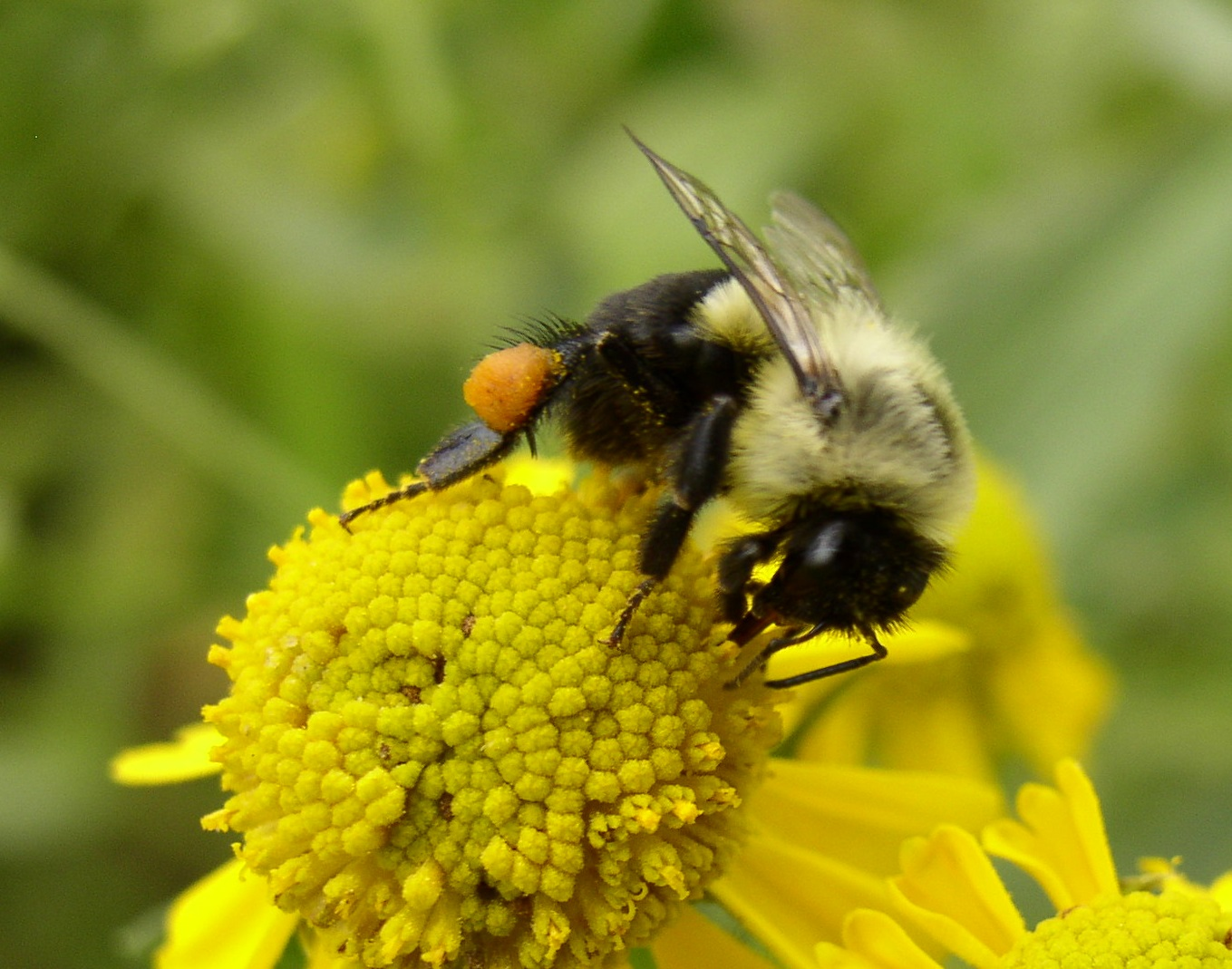
Abejorro con corbícula llena de polen.

Bombus es un género de himenópteros de la familia Apidae que incluye las especies conocidas por el nombre común de abejorro. También se les suele llamar moscardón, si bien este nombre común generalmente alude a otro orden de insectos totalmente diferente, los dípteros (por ejemplo moscardón cazador de abejas). También se le conoce como mangangá (del guaraní "mamanga"), o cigarrón, si bien este nombre puede referirse a los abejorros carpinteros  (mayormente en Venezuela) o a saltamontes.
Los abejorros son robustos, velludos, de color negro, muchos presentan bandas amarillas, blancas o en algunos casos naranja. El vello que cubre casi todo el cuerpo es sedoso, con setas ramificadas y plumosas.
Las hembras (al igual que las abejas melíferas) poseen una corbícula o canasta de polen en las patas posteriores, órgano especializado para la recolección de polen. Otras especies de abejas, incluidos los abejorros carpinteros, tienen una escopa para esta función. Los abejorros son abejas relativamente grandes de veinte milímetros o más. Las reinas son más grandes que las obreras y que los zánganos. Los adultos se alimentan fundamentalmente de néctar y recolectan polen para alimentar a sus crías, al igual que otras abejas.

## Biología
La lengua o probóscide está compuesta de varias piezas bucales que forman un complejo tubo que permite la succión del néctar por capilaridad. En reposo y durante el vuelo pliegan las partes del aparato bucal bajo el mentón.
Tienen glándulas salivares en el tórax y usan la saliva para mezclarla con el polen. También la usan mezclándola con otros ingredientes para la construcción del nido y de los recipientes para almacenar miel y polen.
En el abdomen hay glándulas que producen cera usada para la construcción del nido y para recipientes para almacenar miel, polen y para la cría. 
Al igual que otros artrópodos, la sangre o hemolinfa está contenida en un sistema circulatorio abierto. Es decir que los órganos internos están bañados por la hemolinfa. La aorta o “corazón” es un tubo ubicado dorsalmente que pulsa y empuja la hemolinfa, así hay un sistema de circulación.
El vello sedoso atrapa el polen muy eficientemente. Además sirve de capa aisladora que les permite vivir en condiciones más frías que muchas otras abejas. 
Solo las hembras poseen aguijón, al igual que muchos otros himenópteros. Los machos no tienen esa defensa, ni tampoco tienen corbícula ya que no recolectan polen. Sin embargo, la tibia de las patas posteriores tiene una apariencia algo similar a la de las hembras.

### Ciclo vital

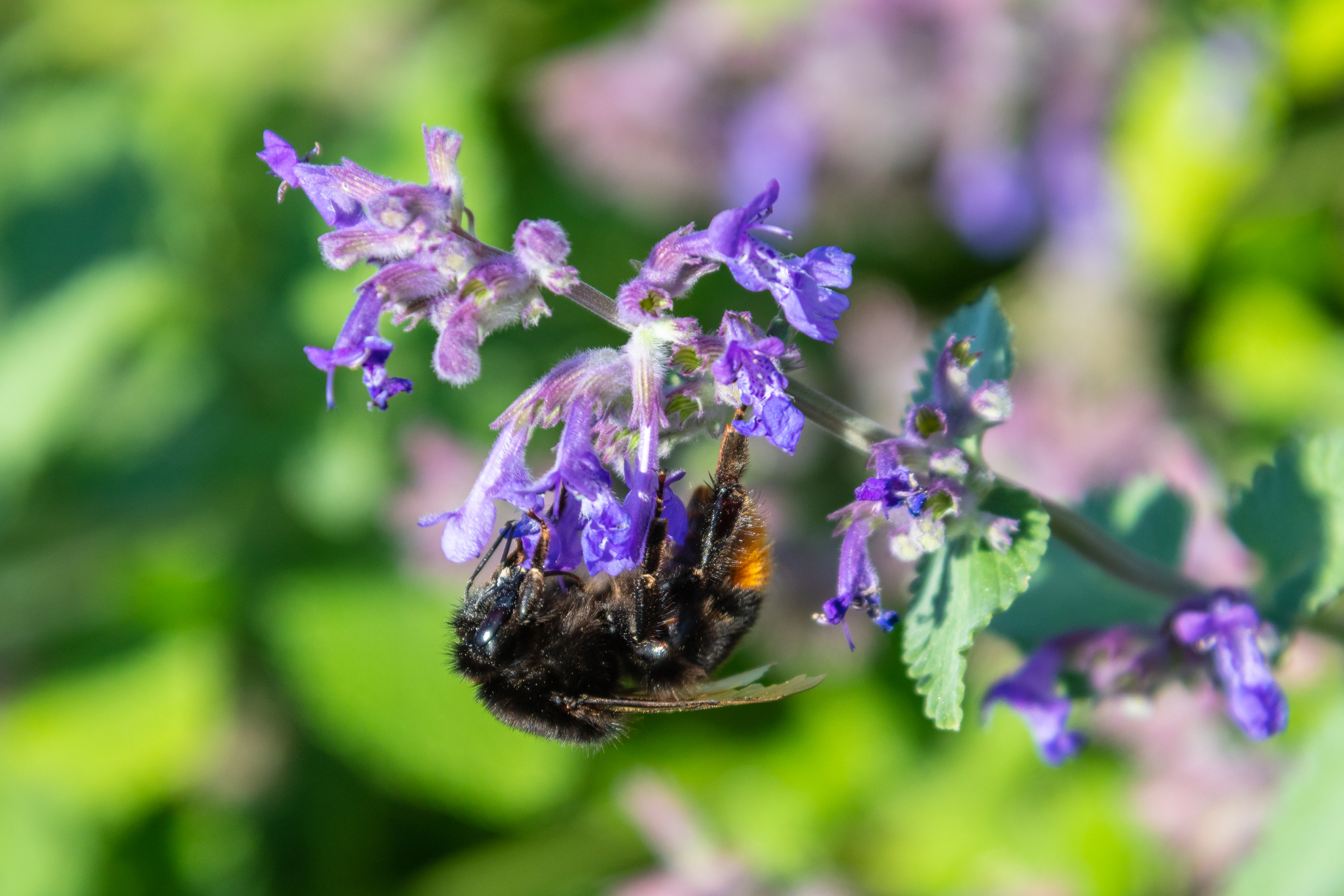
Bombus lapidarius.

Las únicas que sobreviven el invierno son las hembras fecundadas o reinas. Emergen de su hibernación temprano en la primavera y buscan un lugar apropiado para hacer su nido, generalmente una madriguera abandonada de ratón u otro roedor. Construyen cazuelas u ollitas de barro y cera para almacenar el néctar o polen y para poner los huevos. Los abejorros se pueden distinguir en dos grupos en cuanto a la forma de almacenaje de polen. Los de probóscides cortas y los de probóscides largas, los abejorros con probóscides largas, también llamados "abejorros de bolsillo" crean bolsillos cerca de las larvas para que se alimenten por su cuenta mientras que los abejorros con probóscides cortas, depositan el polen alejados de las células de cría y hacen agujeros en las celdas de cría para alimentarlas.
En la primavera los ovarios de la hembra que ha sido fertilizada en el otoño anterior son activados. Los huevos pasan por el oviducto hasta la vagina. Allí hay un receptáculo, la espermateca, donde se encuentra almacenado el esperma que recibió durante el apareamiento. Cuando pasan por la espermateca algunos huevos son fertilizados y otros no. No se sabe aún como se llega a esa decisión, pero en la primavera y verano todos los huevos son fertilizados y solo en el otoño algunos no lo son. Los huevos no fertilizados producen machos y los fertilizados, hembras. Es el sistema característico de los himenópteros, llamado haplodiploidía.
La reina continúa cuidando a las crías hasta que emerge la primera camada de obreras. Después de eso se dedica solamente a poner huevos y las obreras hacen todas las tareas tal como agrandar el nido, construir más receptáculos, alimentar y cuidar a la cría.
Las feromonas de la reina suprimen la acción de las hormonas en las larvas y anulan el crecimiento y maduración de sus ovarios. Así las hembras nacidas en la primavera y verano, mientras la reina es dominante, son obreras no fértiles. Llegada cierta época del año, la reina deja de producir las hormonas, esto provoca que los ovarios de las obreras funcionen y empiecen a poner huevos, pero al no estar fecundados solo producen machos. La reina intenta destruir estos huevos pero, naturalmente, no logra destruir a todos y los sobrevivientes se aparearán con las nuevas reinas. Solo al final del verano o principios de otoño se producen hembras fértiles que serán las reinas de la generación siguiente y machos. El apareamiento de éstos tiene lugar en el otoño durante el vuelo nupcial. Después la reina vieja, las obreras y todos los machos mueren y las nuevas reinas buscan un lugar donde pasar el invierno o hibernar. En preparación para la hibernación comen cuanto pueden para aumentar las reservas de grasa en el “cuerpo graso”.

### Nidos
Los nidos de los abejorros nunca alcanzan el tamaño de los de la abeja melífera. A diferencia de ésta, la reina de los abejorros vive un solo año (en la mayoría de las especies) y comienza la nueva colonia en la primavera. Una colonia suele tener menos de cincuenta obreras en la mayoría de los casos; las más grandes pueden llegar a tener cuatrocientos individuos y aún más en regiones cálidas. Se han documentado colonias tan pequeñas como de veinte individuos y tan grandes como mil setecientos.
Usan agujeros naturales en el suelo o cuevas abandonadas de roedores. Otras especies construyen un nido con trocitos de paja y otros fragmentos vegetales directamente sobre el suelo. A veces construyen un techo de cera sobre el nido para protección contra enemigos y para regulación térmica. También usan cera para la construcción de celdas y de ollas. Algunas especies tropicales tienen nidos que duran más de un año y llegan a ser de gran tamaño.
Dentro del nido hay celdas que contienen los huevos y larvas y también hay pequeñas cazuelas u ollitas donde se almacenan el polen o miel. Las celdillas no son hexagonales ni tan organizadas como las de la abeja doméstica, sino que están distribuidas irregularmente.

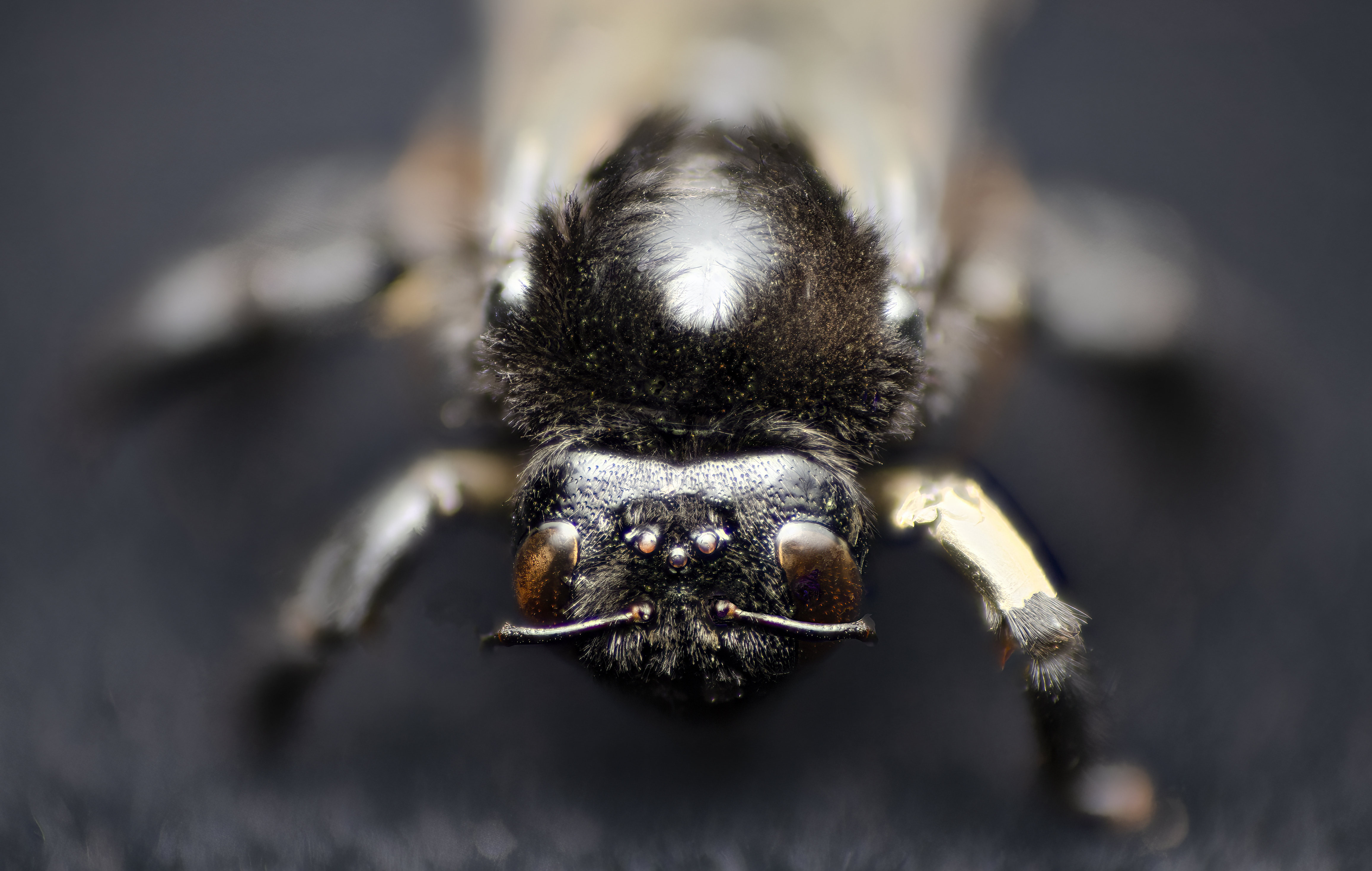
Abejorro detalle de cabeza y ojos.

### Forrajeo

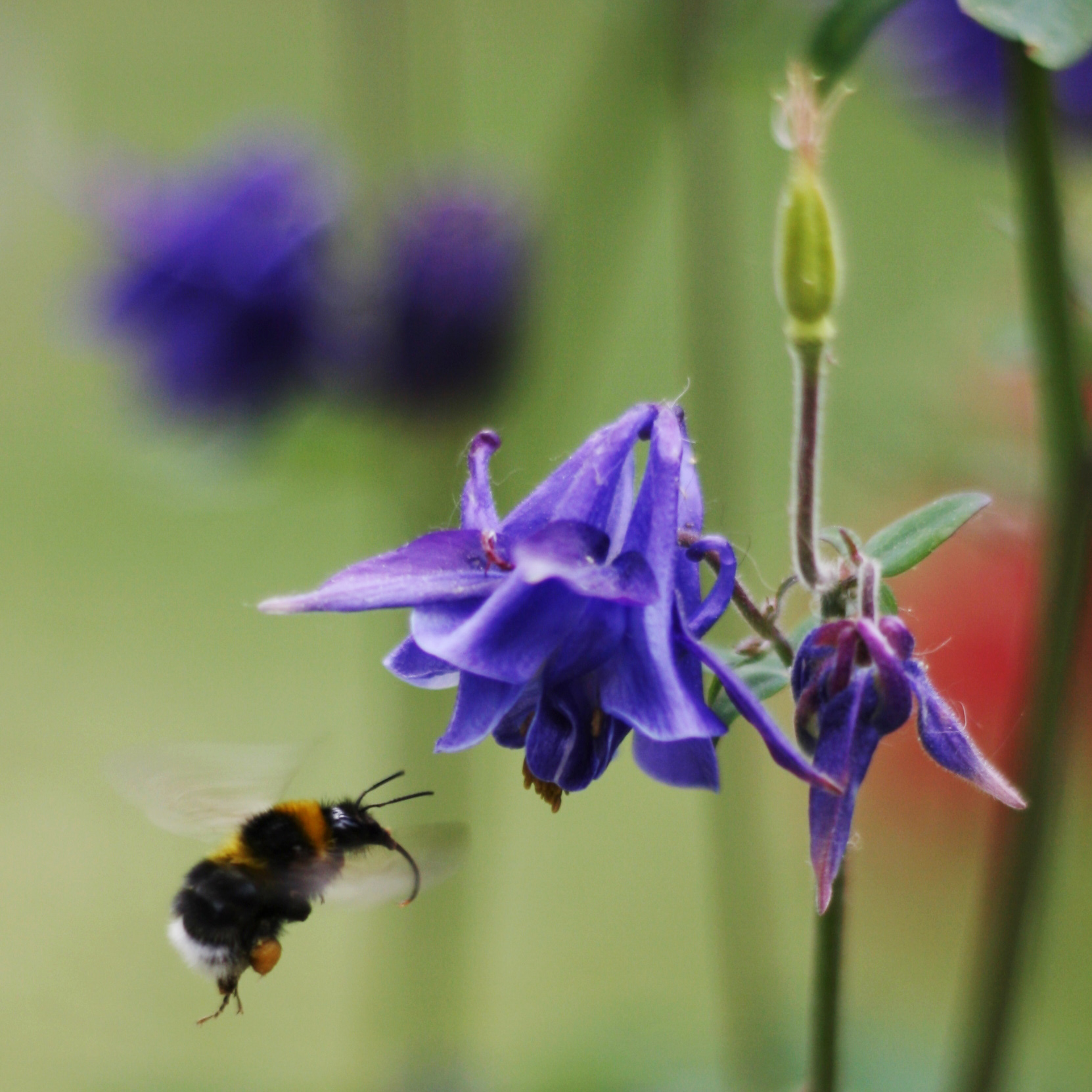
Bombus visitando flores de Aquilegia vulgaris.

Generalmente visitan flores del tipo frecuentado por abejas, melitofílicas. Pueden viajar hasta uno o dos kilómetros del nido en busca de grupos de flores. Suelen visitar repetidamente el mismo grupo de flores todos los días mientras duren el polen y néctar. Alcanzan velocidades de vuelo de 54 km/h.
Cuando llegan a una flor pueden extraer el néctar usando su larga lengua o glosa. Algunos abejorros recurren a perforar la base de la corola de una flor, donde está escondido el néctar; así no benefician a la flor porque no tiene lugar polinización (robo de néctar). Sin embargo, son excelentes polinizadores de muchas otras flores de otros tipos.
Los abejorros y un número de especies de abejas, pero no la abeja melífera, son capaces de polinización por zumbido. Este proceso es usado en aquellas flores cuyas anteras no son dehiscentes y que contienen un poro por el cual sale el polen cuando se hace vibrar a la flor. De esta manera extraen el polen de las plantas de la familia Solanaceae (papa, tomate, tabaco, etc.) y de la familia Ericaceae (azalea, arándanos, etc.).
El cuerpo del abejorro se cubre de polen, en parte por su vellosidad y en parte por su carga electrostática. Cepillan este polen y lo transfieren a las corbículas o canastas de polen de las patas posteriores después de humedecerlo con una mezcla de saliva y néctar.
El abejorro regresa al nido y deposita su carga de polen y néctar en los receptáculos. El néctar generalmente permanece bastante líquido, no concentrado como miel, así que no tiene mayor utilidad para provecho humano.

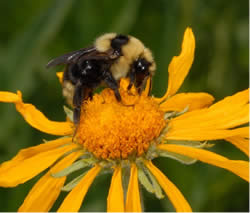
Abejorro cuco, Bombus (Psithyrus) insularis.

### Biología de abejorros cucos
Los abejorros cucos del subgénero Psithyrus no construyen nidos y no forman colonias. La hembra fertilizada (que no es una reina porque no hay castas) espera en acecho cerca de una colonia de abejorros y la invade. Mata a la reina y subyuga a sus residentes con sus feromonas o por medio de fuerza. Esclaviza a las obreras y las obliga a alimentarla a ella y a sus crías. Está bien adaptada para el ataque, tiene mandíbulas fuertes y veneno poderoso que la ayudan a ejercer su dominio.
Los machos de Psithyrus son mucho más pequeños que las hembras.

## Filogenia

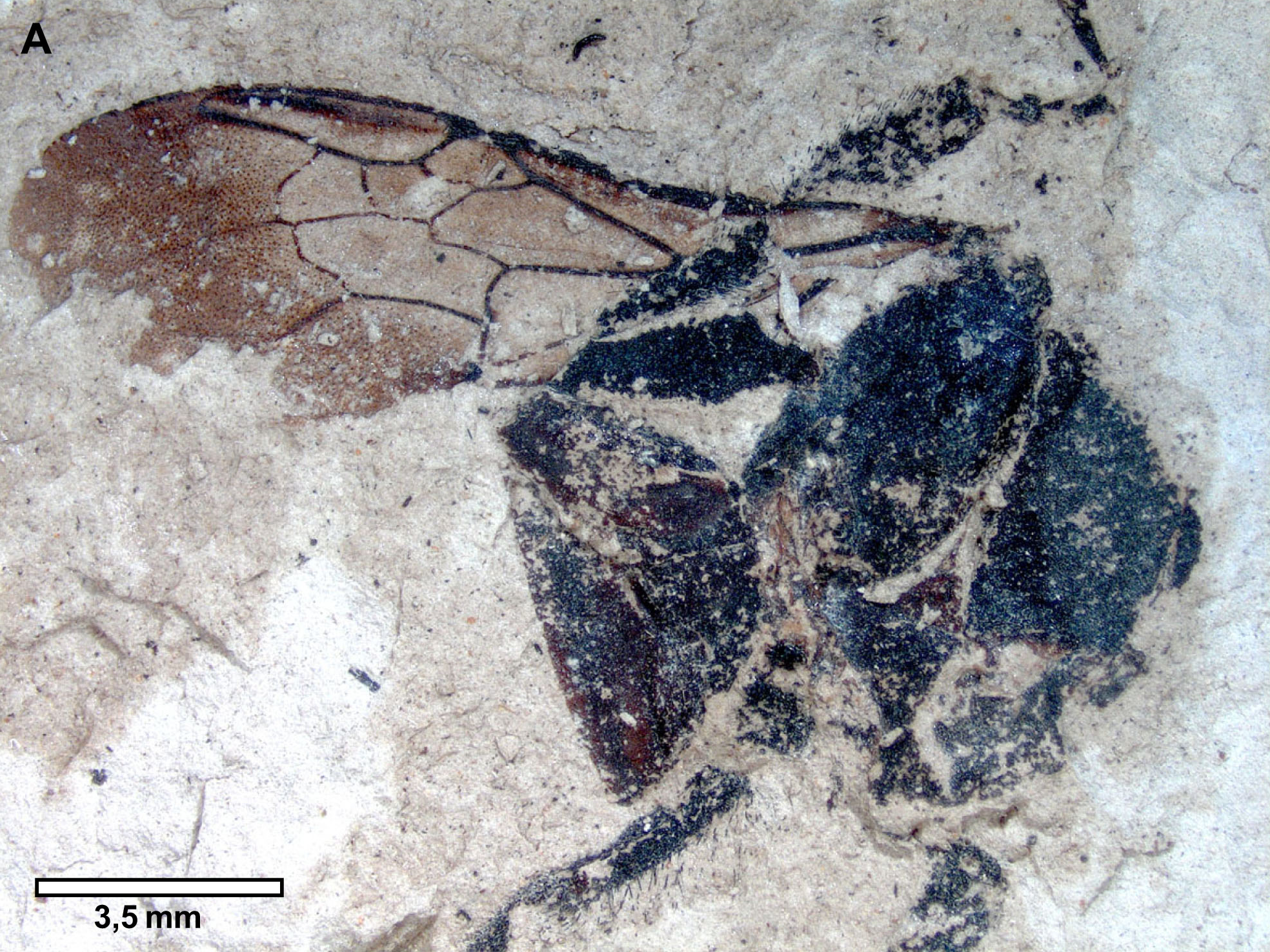
Abejorro fósil del Mioceno tardío, Bombus cerdanyensis

La tribu Bombini incluye a todos los llamados abejorros y es una de las cuatro tribus de abejas corbiculadas (con canastas de polen) de la familia Apidae. Las otras tribus son las abejas melíferas o Apini (que incluye a la abeja doméstica), las abejas de las orquídeas o Euglossini y las abejas sin aguijón o Meliponini. La eusocialidad parece haber evolucionado dos veces en este grupo. Originalmente se creía que la eusocialidad había surgido una sola vez, en cuyo caso Apini y Meliponini estaban más relacionados que los otros grupos. Ahora no se las considera así. De acuerdo a esto tenemos el siguiente cladograma:
|  | Apini (abejas melíferas)             |
|  |                                      |
|  | Euglossini (abejas de las orquídeas) |
|  |                                      |

|  | Bombini (tribu contiene solo Bombus) |
|  |                                      |
|  | Meliponini (abejas sin aguijón)      |

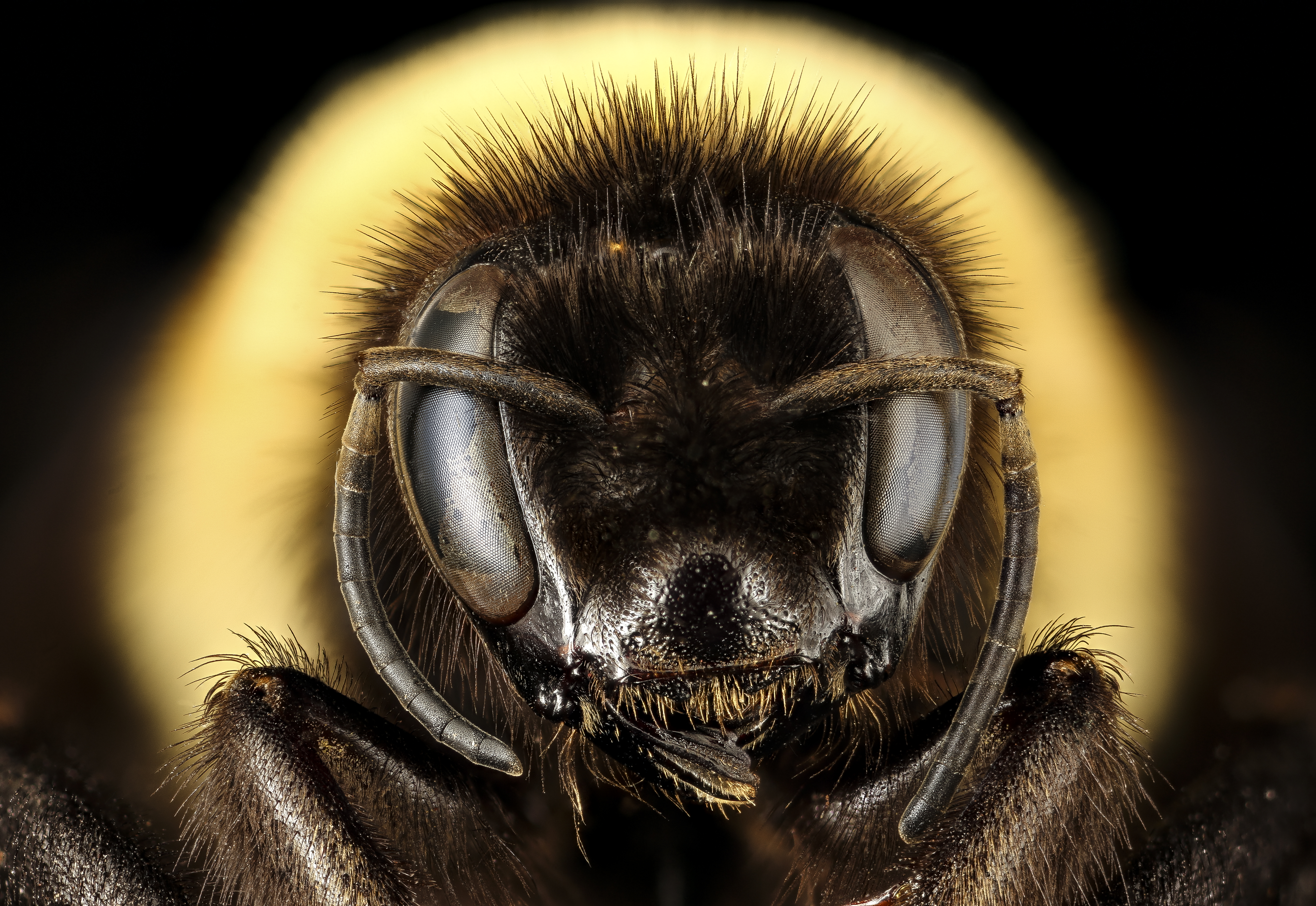
Cabeza de Bombus affinis, reina

|  |                                      |

|  | Apini (abejas melíferas)             |
|  |                                      |
|  | Euglossini (abejas de las orquídeas) |
|  |                                      |

|  | Bombini (tribu contiene solo Bombus) |
|  |                                      |
|  | Meliponini (abejas sin aguijón)      |
|  |                                      |

## Taxonomía
Hay más de doscientas cincuenta especies en quince subgéneros. Los abejorros cucos del subgénero Psithyrus antes eran considerados como otro género. Pero los estudios recientes sugieren que están suficientemente relacionados para agruparlos dentro del género Bombus. Según otras taxonomías hay alrededor de 40 subgéneros.
|  | Megabombus, 22 especies                                                               |
|  |                                                                                       |
|  | \| \| Thoracobombus, 50 especies \| \| \| \| \| \| Psithyrus, 30 especies \| \| \| \| |
|  |                                                                                       |
|  | Thoracobombus, 50 especies                                                            |
|  |                                                                                       |
|  | Psithyrus, 30 especies                                                                |
|  |                                                                                       |

|  | Thoracobombus, 50 especies |
|  |                            |
|  | Psithyrus, 30 especies     |
|  |                            |

|  | Megabombus, 22 especies                                                               |
|  |                                                                                       |
|  | \| \| Thoracobombus, 50 especies \| \| \| \| \| \| Psithyrus, 30 especies \| \| \| \| |
|  |                                                                                       |
|  | Thoracobombus, 50 especies                                                            |
|  |                                                                                       |
|  | Psithyrus, 30 especies                                                                |
|  |                                                                                       |

|  | Thoracobombus, 50 especies |
|  |                            |
|  | Psithyrus, 30 especies     |
|  |                            |

|  | Pyrobombus, 50 especies                                                                     |
|  |                                                                                             |
|  | \| \| Alpinobombus, 9 especies \| \| \| \| \| \| Bombus (subgénero), 5 especies \| \| \| \| |
|  |                                                                                             |
|  | Alpinobombus, 9 especies                                                                    |
|  |                                                                                             |
|  | Bombus (subgénero), 5 especies                                                              |
|  |                                                                                             |

|  | Alpinobombus, 9 especies       |
|  |                                |
|  | Bombus (subgénero), 5 especies |
|  |                                |

|  | Alpigenobombus, 8 especies                                                                  |
|  |                                                                                             |
|  | Melanobombus, 17 especies                                                                   |
|  |                                                                                             |
|  | \| \| Sibirocobombus, 7 especies \| \| \| \| \| \| Cullumanobombus, 23 especies \| \| \| \| |
|  |                                                                                             |
|  | Sibirocobombus, 7 especies                                                                  |
|  |                                                                                             |
|  | Cullumanobombus, 23 especies                                                                |
|  |                                                                                             |

|  | Sibirocobombus, 7 especies   |
|  |                              |
|  | Cullumanobombus, 23 especies |
|  |                              |

|  | Pyrobombus, 50 especies                                                                     |
|  |                                                                                             |
|  | \| \| Alpinobombus, 9 especies \| \| \| \| \| \| Bombus (subgénero), 5 especies \| \| \| \| |
|  |                                                                                             |
|  | Alpinobombus, 9 especies                                                                    |
|  |                                                                                             |
|  | Bombus (subgénero), 5 especies                                                              |
|  |                                                                                             |

|  | Alpinobombus, 9 especies       |
|  |                                |
|  | Bombus (subgénero), 5 especies |
|  |                                |

|  | Alpigenobombus, 8 especies                                                                  |
|  |                                                                                             |
|  | Melanobombus, 17 especies                                                                   |
|  |                                                                                             |
|  | \| \| Sibirocobombus, 7 especies \| \| \| \| \| \| Cullumanobombus, 23 especies \| \| \| \| |
|  |                                                                                             |
|  | Sibirocobombus, 7 especies                                                                  |
|  |                                                                                             |
|  | Cullumanobombus, 23 especies                                                                |
|  |                                                                                             |

|  | Sibirocobombus, 7 especies   |
|  |                              |
|  | Cullumanobombus, 23 especies |
|  |                              |

|  | Megabombus, 22 especies                                                               |
|  |                                                                                       |
|  | \| \| Thoracobombus, 50 especies \| \| \| \| \| \| Psithyrus, 30 especies \| \| \| \| |
|  |                                                                                       |
|  | Thoracobombus, 50 especies                                                            |
|  |                                                                                       |
|  | Psithyrus, 30 especies                                                                |
|  |                                                                                       |

|  | Thoracobombus, 50 especies |
|  |                            |
|  | Psithyrus, 30 especies     |
|  |                            |

|  | Megabombus, 22 especies                                                               |
|  |                                                                                       |
|  | \| \| Thoracobombus, 50 especies \| \| \| \| \| \| Psithyrus, 30 especies \| \| \| \| |
|  |                                                                                       |
|  | Thoracobombus, 50 especies                                                            |
|  |                                                                                       |
|  | Psithyrus, 30 especies                                                                |
|  |                                                                                       |

|  | Thoracobombus, 50 especies |
|  |                            |
|  | Psithyrus, 30 especies     |
|  |                            |

|  | Pyrobombus, 50 especies                                                                     |
|  |                                                                                             |
|  | \| \| Alpinobombus, 9 especies \| \| \| \| \| \| Bombus (subgénero), 5 especies \| \| \| \| |
|  |                                                                                             |
|  | Alpinobombus, 9 especies                                                                    |
|  |                                                                                             |
|  | Bombus (subgénero), 5 especies                                                              |
|  |                                                                                             |

|  | Alpinobombus, 9 especies       |
|  |                                |
|  | Bombus (subgénero), 5 especies |
|  |                                |

|  | Alpigenobombus, 8 especies                                                                  |
|  |                                                                                             |
|  | Melanobombus, 17 especies                                                                   |
|  |                                                                                             |
|  | \| \| Sibirocobombus, 7 especies \| \| \| \| \| \| Cullumanobombus, 23 especies \| \| \| \| |
|  |                                                                                             |
|  | Sibirocobombus, 7 especies                                                                  |
|  |                                                                                             |
|  | Cullumanobombus, 23 especies                                                                |
|  |                                                                                             |

|  | Sibirocobombus, 7 especies   |
|  |                              |
|  | Cullumanobombus, 23 especies |
|  |                              |

|  | Pyrobombus, 50 especies                                                                     |
|  |                                                                                             |
|  | \| \| Alpinobombus, 9 especies \| \| \| \| \| \| Bombus (subgénero), 5 especies \| \| \| \| |
|  |                                                                                             |
|  | Alpinobombus, 9 especies                                                                    |
|  |                                                                                             |
|  | Bombus (subgénero), 5 especies                                                              |
|  |                                                                                             |

|  | Alpinobombus, 9 especies       |
|  |                                |
|  | Bombus (subgénero), 5 especies |
|  |                                |

|  | Alpigenobombus, 8 especies                                                                  |
|  |                                                                                             |
|  | Melanobombus, 17 especies                                                                   |
|  |                                                                                             |
|  | \| \| Sibirocobombus, 7 especies \| \| \| \| \| \| Cullumanobombus, 23 especies \| \| \| \| |
|  |                                                                                             |
|  | Sibirocobombus, 7 especies                                                                  |
|  |                                                                                             |
|  | Cullumanobombus, 23 especies                                                                |
|  |                                                                                             |

|  | Sibirocobombus, 7 especies   |
|  |                              |
|  | Cullumanobombus, 23 especies |
|  |                              |

|  | Megabombus, 22 especies                                                               |
|  |                                                                                       |
|  | \| \| Thoracobombus, 50 especies \| \| \| \| \| \| Psithyrus, 30 especies \| \| \| \| |
|  |                                                                                       |
|  | Thoracobombus, 50 especies                                                            |
|  |                                                                                       |
|  | Psithyrus, 30 especies                                                                |
|  |                                                                                       |

|  | Thoracobombus, 50 especies |
|  |                            |
|  | Psithyrus, 30 especies     |
|  |                            |

|  | Megabombus, 22 especies                                                               |
|  |                                                                                       |
|  | \| \| Thoracobombus, 50 especies \| \| \| \| \| \| Psithyrus, 30 especies \| \| \| \| |
|  |                                                                                       |
|  | Thoracobombus, 50 especies                                                            |
|  |                                                                                       |
|  | Psithyrus, 30 especies                                                                |
|  |                                                                                       |

|  | Thoracobombus, 50 especies |
|  |                            |
|  | Psithyrus, 30 especies     |
|  |                            |

|  | Pyrobombus, 50 especies                                                                     |
|  |                                                                                             |
|  | \| \| Alpinobombus, 9 especies \| \| \| \| \| \| Bombus (subgénero), 5 especies \| \| \| \| |
|  |                                                                                             |
|  | Alpinobombus, 9 especies                                                                    |
|  |                                                                                             |
|  | Bombus (subgénero), 5 especies                                                              |
|  |                                                                                             |

|  | Alpinobombus, 9 especies       |
|  |                                |
|  | Bombus (subgénero), 5 especies |
|  |                                |

|  | Alpigenobombus, 8 especies                                                                  |
|  |                                                                                             |
|  | Melanobombus, 17 especies                                                                   |
|  |                                                                                             |
|  | \| \| Sibirocobombus, 7 especies \| \| \| \| \| \| Cullumanobombus, 23 especies \| \| \| \| |
|  |                                                                                             |
|  | Sibirocobombus, 7 especies                                                                  |
|  |                                                                                             |
|  | Cullumanobombus, 23 especies                                                                |
|  |                                                                                             |

|  | Sibirocobombus, 7 especies   |
|  |                              |
|  | Cullumanobombus, 23 especies |
|  |                              |

|  | Pyrobombus, 50 especies                                                                     |
|  |                                                                                             |
|  | \| \| Alpinobombus, 9 especies \| \| \| \| \| \| Bombus (subgénero), 5 especies \| \| \| \| |
|  |                                                                                             |
|  | Alpinobombus, 9 especies                                                                    |
|  |                                                                                             |
|  | Bombus (subgénero), 5 especies                                                              |
|  |                                                                                             |

|  | Alpinobombus, 9 especies       |
|  |                                |
|  | Bombus (subgénero), 5 especies |
|  |                                |

|  | Alpigenobombus, 8 especies                                                                  |
|  |                                                                                             |
|  | Melanobombus, 17 especies                                                                   |
|  |                                                                                             |
|  | \| \| Sibirocobombus, 7 especies \| \| \| \| \| \| Cullumanobombus, 23 especies \| \| \| \| |
|  |                                                                                             |
|  | Sibirocobombus, 7 especies                                                                  |
|  |                                                                                             |
|  | Cullumanobombus, 23 especies                                                                |
|  |                                                                                             |

|  | Sibirocobombus, 7 especies   |
|  |                              |
|  | Cullumanobombus, 23 especies |
|  |                              |

|  | Megabombus, 22 especies                                                               |
|  |                                                                                       |
|  | \| \| Thoracobombus, 50 especies \| \| \| \| \| \| Psithyrus, 30 especies \| \| \| \| |
|  |                                                                                       |
|  | Thoracobombus, 50 especies                                                            |
|  |                                                                                       |
|  | Psithyrus, 30 especies                                                                |
|  |                                                                                       |

|  | Thoracobombus, 50 especies |
|  |                            |
|  | Psithyrus, 30 especies     |
|  |                            |

|  | Megabombus, 22 especies                                                               |
|  |                                                                                       |
|  | \| \| Thoracobombus, 50 especies \| \| \| \| \| \| Psithyrus, 30 especies \| \| \| \| |
|  |                                                                                       |
|  | Thoracobombus, 50 especies                                                            |
|  |                                                                                       |
|  | Psithyrus, 30 especies                                                                |
|  |                                                                                       |

|  | Thoracobombus, 50 especies |
|  |                            |
|  | Psithyrus, 30 especies     |
|  |                            |

|  | Pyrobombus, 50 especies                                                                     |
|  |                                                                                             |
|  | \| \| Alpinobombus, 9 especies \| \| \| \| \| \| Bombus (subgénero), 5 especies \| \| \| \| |
|  |                                                                                             |
|  | Alpinobombus, 9 especies                                                                    |
|  |                                                                                             |
|  | Bombus (subgénero), 5 especies                                                              |
|  |                                                                                             |

|  | Alpinobombus, 9 especies       |
|  |                                |
|  | Bombus (subgénero), 5 especies |
|  |                                |

|  | Alpigenobombus, 8 especies                                                                  |
|  |                                                                                             |
|  | Melanobombus, 17 especies                                                                   |
|  |                                                                                             |
|  | \| \| Sibirocobombus, 7 especies \| \| \| \| \| \| Cullumanobombus, 23 especies \| \| \| \| |
|  |                                                                                             |
|  | Sibirocobombus, 7 especies                                                                  |
|  |                                                                                             |
|  | Cullumanobombus, 23 especies                                                                |
|  |                                                                                             |

|  | Sibirocobombus, 7 especies   |
|  |                              |
|  | Cullumanobombus, 23 especies |
|  |                              |

|  | Pyrobombus, 50 especies                                                                     |
|  |                                                                                             |
|  | \| \| Alpinobombus, 9 especies \| \| \| \| \| \| Bombus (subgénero), 5 especies \| \| \| \| |
|  |                                                                                             |
|  | Alpinobombus, 9 especies                                                                    |
|  |                                                                                             |
|  | Bombus (subgénero), 5 especies                                                              |
|  |                                                                                             |

|  | Alpinobombus, 9 especies       |
|  |                                |
|  | Bombus (subgénero), 5 especies |
|  |                                |

|  | Alpigenobombus, 8 especies                                                                  |
|  |                                                                                             |
|  | Melanobombus, 17 especies                                                                   |
|  |                                                                                             |
|  | \| \| Sibirocobombus, 7 especies \| \| \| \| \| \| Cullumanobombus, 23 especies \| \| \| \| |
|  |                                                                                             |
|  | Sibirocobombus, 7 especies                                                                  |
|  |                                                                                             |
|  | Cullumanobombus, 23 especies                                                                |
|  |                                                                                             |

|  | Sibirocobombus, 7 especies   |
|  |                              |
|  | Cullumanobombus, 23 especies |
|  |                              |

|  | Megabombus, 22 especies                                                               |
|  |                                                                                       |
|  | \| \| Thoracobombus, 50 especies \| \| \| \| \| \| Psithyrus, 30 especies \| \| \| \| |
|  |                                                                                       |
|  | Thoracobombus, 50 especies                                                            |
|  |                                                                                       |
|  | Psithyrus, 30 especies                                                                |
|  |                                                                                       |

|  | Thoracobombus, 50 especies |
|  |                            |
|  | Psithyrus, 30 especies     |
|  |                            |

|  | Megabombus, 22 especies                                                               |
|  |                                                                                       |
|  | \| \| Thoracobombus, 50 especies \| \| \| \| \| \| Psithyrus, 30 especies \| \| \| \| |
|  |                                                                                       |
|  | Thoracobombus, 50 especies                                                            |
|  |                                                                                       |
|  | Psithyrus, 30 especies                                                                |
|  |                                                                                       |

|  | Thoracobombus, 50 especies |
|  |                            |
|  | Psithyrus, 30 especies     |
|  |                            |

|  | Pyrobombus, 50 especies                                                                     |
|  |                                                                                             |
|  | \| \| Alpinobombus, 9 especies \| \| \| \| \| \| Bombus (subgénero), 5 especies \| \| \| \| |
|  |                                                                                             |
|  | Alpinobombus, 9 especies                                                                    |
|  |                                                                                             |
|  | Bombus (subgénero), 5 especies                                                              |
|  |                                                                                             |

|  | Alpinobombus, 9 especies       |
|  |                                |
|  | Bombus (subgénero), 5 especies |
|  |                                |

|  | Alpigenobombus, 8 especies                                                                  |
|  |                                                                                             |
|  | Melanobombus, 17 especies                                                                   |
|  |                                                                                             |
|  | \| \| Sibirocobombus, 7 especies \| \| \| \| \| \| Cullumanobombus, 23 especies \| \| \| \| |
|  |                                                                                             |
|  | Sibirocobombus, 7 especies                                                                  |
|  |                                                                                             |
|  | Cullumanobombus, 23 especies                                                                |
|  |                                                                                             |

|  | Sibirocobombus, 7 especies   |
|  |                              |
|  | Cullumanobombus, 23 especies |
|  |                              |

|  | Pyrobombus, 50 especies                                                                     |
|  |                                                                                             |
|  | \| \| Alpinobombus, 9 especies \| \| \| \| \| \| Bombus (subgénero), 5 especies \| \| \| \| |
|  |                                                                                             |
|  | Alpinobombus, 9 especies                                                                    |
|  |                                                                                             |
|  | Bombus (subgénero), 5 especies                                                              |
|  |                                                                                             |

|  | Alpinobombus, 9 especies       |
|  |                                |
|  | Bombus (subgénero), 5 especies |
|  |                                |

|  | Alpigenobombus, 8 especies                                                                  |
|  |                                                                                             |
|  | Melanobombus, 17 especies                                                                   |
|  |                                                                                             |
|  | \| \| Sibirocobombus, 7 especies \| \| \| \| \| \| Cullumanobombus, 23 especies \| \| \| \| |
|  |                                                                                             |
|  | Sibirocobombus, 7 especies                                                                  |
|  |                                                                                             |
|  | Cullumanobombus, 23 especies                                                                |
|  |                                                                                             |

|  | Sibirocobombus, 7 especies   |
|  |                              |
|  | Cullumanobombus, 23 especies |
|  |                              |

|  | Megabombus, 22 especies                                                               |
|  |                                                                                       |
|  | \| \| Thoracobombus, 50 especies \| \| \| \| \| \| Psithyrus, 30 especies \| \| \| \| |
|  |                                                                                       |
|  | Thoracobombus, 50 especies                                                            |
|  |                                                                                       |
|  | Psithyrus, 30 especies                                                                |
|  |                                                                                       |

|  | Thoracobombus, 50 especies |
|  |                            |
|  | Psithyrus, 30 especies     |
|  |                            |

|  | Megabombus, 22 especies                                                               |
|  |                                                                                       |
|  | \| \| Thoracobombus, 50 especies \| \| \| \| \| \| Psithyrus, 30 especies \| \| \| \| |
|  |                                                                                       |
|  | Thoracobombus, 50 especies                                                            |
|  |                                                                                       |
|  | Psithyrus, 30 especies                                                                |
|  |                                                                                       |

|  | Thoracobombus, 50 especies |
|  |                            |
|  | Psithyrus, 30 especies     |
|  |                            |

|  | Pyrobombus, 50 especies                                                                     |
|  |                                                                                             |
|  | \| \| Alpinobombus, 9 especies \| \| \| \| \| \| Bombus (subgénero), 5 especies \| \| \| \| |
|  |                                                                                             |
|  | Alpinobombus, 9 especies                                                                    |
|  |                                                                                             |
|  | Bombus (subgénero), 5 especies                                                              |
|  |                                                                                             |

|  | Alpinobombus, 9 especies       |
|  |                                |
|  | Bombus (subgénero), 5 especies |
|  |                                |

|  | Alpigenobombus, 8 especies                                                                  |
|  |                                                                                             |
|  | Melanobombus, 17 especies                                                                   |
|  |                                                                                             |
|  | \| \| Sibirocobombus, 7 especies \| \| \| \| \| \| Cullumanobombus, 23 especies \| \| \| \| |
|  |                                                                                             |
|  | Sibirocobombus, 7 especies                                                                  |
|  |                                                                                             |
|  | Cullumanobombus, 23 especies                                                                |
|  |                                                                                             |

|  | Sibirocobombus, 7 especies   |
|  |                              |
|  | Cullumanobombus, 23 especies |
|  |                              |

|  | Pyrobombus, 50 especies                                                                     |
|  |                                                                                             |
|  | \| \| Alpinobombus, 9 especies \| \| \| \| \| \| Bombus (subgénero), 5 especies \| \| \| \| |
|  |                                                                                             |
|  | Alpinobombus, 9 especies                                                                    |
|  |                                                                                             |
|  | Bombus (subgénero), 5 especies                                                              |
|  |                                                                                             |

|  | Alpinobombus, 9 especies       |
|  |                                |
|  | Bombus (subgénero), 5 especies |
|  |                                |

|  | Alpigenobombus, 8 especies                                                                  |
|  |                                                                                             |
|  | Melanobombus, 17 especies                                                                   |
|  |                                                                                             |
|  | \| \| Sibirocobombus, 7 especies \| \| \| \| \| \| Cullumanobombus, 23 especies \| \| \| \| |
|  |                                                                                             |
|  | Sibirocobombus, 7 especies                                                                  |
|  |                                                                                             |
|  | Cullumanobombus, 23 especies                                                                |
|  |                                                                                             |

|  | Sibirocobombus, 7 especies   |
|  |                              |
|  | Cullumanobombus, 23 especies |
|  |                              |

|  | Megabombus, 22 especies                                                               |
|  |                                                                                       |
|  | \| \| Thoracobombus, 50 especies \| \| \| \| \| \| Psithyrus, 30 especies \| \| \| \| |
|  |                                                                                       |
|  | Thoracobombus, 50 especies                                                            |
|  |                                                                                       |
|  | Psithyrus, 30 especies                                                                |
|  |                                                                                       |

|  | Thoracobombus, 50 especies |
|  |                            |
|  | Psithyrus, 30 especies     |
|  |                            |

|  | Megabombus, 22 especies                                                               |
|  |                                                                                       |
|  | \| \| Thoracobombus, 50 especies \| \| \| \| \| \| Psithyrus, 30 especies \| \| \| \| |
|  |                                                                                       |
|  | Thoracobombus, 50 especies                                                            |
|  |                                                                                       |
|  | Psithyrus, 30 especies                                                                |
|  |                                                                                       |

|  | Thoracobombus, 50 especies |
|  |                            |
|  | Psithyrus, 30 especies     |
|  |                            |

|  | Pyrobombus, 50 especies                                                                     |
|  |                                                                                             |
|  | \| \| Alpinobombus, 9 especies \| \| \| \| \| \| Bombus (subgénero), 5 especies \| \| \| \| |
|  |                                                                                             |
|  | Alpinobombus, 9 especies                                                                    |
|  |                                                                                             |
|  | Bombus (subgénero), 5 especies                                                              |
|  |                                                                                             |

|  | Alpinobombus, 9 especies       |
|  |                                |
|  | Bombus (subgénero), 5 especies |
|  |                                |

|  | Alpigenobombus, 8 especies                                                                  |
|  |                                                                                             |
|  | Melanobombus, 17 especies                                                                   |
|  |                                                                                             |
|  | \| \| Sibirocobombus, 7 especies \| \| \| \| \| \| Cullumanobombus, 23 especies \| \| \| \| |
|  |                                                                                             |
|  | Sibirocobombus, 7 especies                                                                  |
|  |                                                                                             |
|  | Cullumanobombus, 23 especies                                                                |
|  |                                                                                             |

|  | Sibirocobombus, 7 especies   |
|  |                              |
|  | Cullumanobombus, 23 especies |
|  |                              |

|  | Pyrobombus, 50 especies                                                                     |
|  |                                                                                             |
|  | \| \| Alpinobombus, 9 especies \| \| \| \| \| \| Bombus (subgénero), 5 especies \| \| \| \| |
|  |                                                                                             |
|  | Alpinobombus, 9 especies                                                                    |
|  |                                                                                             |
|  | Bombus (subgénero), 5 especies                                                              |
|  |                                                                                             |

|  | Alpinobombus, 9 especies       |
|  |                                |
|  | Bombus (subgénero), 5 especies |
|  |                                |

|  | Alpigenobombus, 8 especies                                                                  |
|  |                                                                                             |
|  | Melanobombus, 17 especies                                                                   |
|  |                                                                                             |
|  | \| \| Sibirocobombus, 7 especies \| \| \| \| \| \| Cullumanobombus, 23 especies \| \| \| \| |
|  |                                                                                             |
|  | Sibirocobombus, 7 especies                                                                  |
|  |                                                                                             |
|  | Cullumanobombus, 23 especies                                                                |
|  |                                                                                             |

|  | Sibirocobombus, 7 especies   |
|  |                              |
|  | Cullumanobombus, 23 especies |
|  |                              |

|  | Megabombus, 22 especies                                                               |
|  |                                                                                       |
|  | \| \| Thoracobombus, 50 especies \| \| \| \| \| \| Psithyrus, 30 especies \| \| \| \| |
|  |                                                                                       |
|  | Thoracobombus, 50 especies                                                            |
|  |                                                                                       |
|  | Psithyrus, 30 especies                                                                |
|  |                                                                                       |

|  | Thoracobombus, 50 especies |
|  |                            |
|  | Psithyrus, 30 especies     |
|  |                            |

|  | Megabombus, 22 especies                                                               |
|  |                                                                                       |
|  | \| \| Thoracobombus, 50 especies \| \| \| \| \| \| Psithyrus, 30 especies \| \| \| \| |
|  |                                                                                       |
|  | Thoracobombus, 50 especies                                                            |
|  |                                                                                       |
|  | Psithyrus, 30 especies                                                                |
|  |                                                                                       |

|  | Thoracobombus, 50 especies |
|  |                            |
|  | Psithyrus, 30 especies     |
|  |                            |

|  | Pyrobombus, 50 especies                                                                     |
|  |                                                                                             |
|  | \| \| Alpinobombus, 9 especies \| \| \| \| \| \| Bombus (subgénero), 5 especies \| \| \| \| |
|  |                                                                                             |
|  | Alpinobombus, 9 especies                                                                    |
|  |                                                                                             |
|  | Bombus (subgénero), 5 especies                                                              |
|  |                                                                                             |

|  | Alpinobombus, 9 especies       |
|  |                                |
|  | Bombus (subgénero), 5 especies |
|  |                                |

|  | Alpigenobombus, 8 especies                                                                  |
|  |                                                                                             |
|  | Melanobombus, 17 especies                                                                   |
|  |                                                                                             |
|  | \| \| Sibirocobombus, 7 especies \| \| \| \| \| \| Cullumanobombus, 23 especies \| \| \| \| |
|  |                                                                                             |
|  | Sibirocobombus, 7 especies                                                                  |
|  |                                                                                             |
|  | Cullumanobombus, 23 especies                                                                |
|  |                                                                                             |

|  | Sibirocobombus, 7 especies   |
|  |                              |
|  | Cullumanobombus, 23 especies |
|  |                              |

|  | Pyrobombus, 50 especies                                                                     |
|  |                                                                                             |
|  | \| \| Alpinobombus, 9 especies \| \| \| \| \| \| Bombus (subgénero), 5 especies \| \| \| \| |
|  |                                                                                             |
|  | Alpinobombus, 9 especies                                                                    |
|  |                                                                                             |
|  | Bombus (subgénero), 5 especies                                                              |
|  |                                                                                             |

|  | Alpinobombus, 9 especies       |
|  |                                |
|  | Bombus (subgénero), 5 especies |
|  |                                |

|  | Alpigenobombus, 8 especies                                                                  |
|  |                                                                                             |
|  | Melanobombus, 17 especies                                                                   |
|  |                                                                                             |
|  | \| \| Sibirocobombus, 7 especies \| \| \| \| \| \| Cullumanobombus, 23 especies \| \| \| \| |
|  |                                                                                             |
|  | Sibirocobombus, 7 especies                                                                  |
|  |                                                                                             |
|  | Cullumanobombus, 23 especies                                                                |
|  |                                                                                             |

|  | Sibirocobombus, 7 especies   |
|  |                              |
|  | Cullumanobombus, 23 especies |
|  |                              |

## Hábitat
Su cubierta vellosa los hace más resistentes al frío que otras especies lo que les permite vivir a mayor latitud y altitud. Aunque también unas pocas especies se encuentran en lugares tropicales o subtropicales. Además otro recurso para regular la temperatura es la propiedad de tiritar, hacer vibrar los músculos del vuelo, generando calor y un sistema de circulación que les permite calentar los músculos torácicos del vuelo en preferencia al abdomen, cuando así lo necesitan. En cambio, cuando necesitan proteger a sus crías del frío, regulan la circulación en tal forma que el abdomen permanece más caliente y con él cubren sus crías.

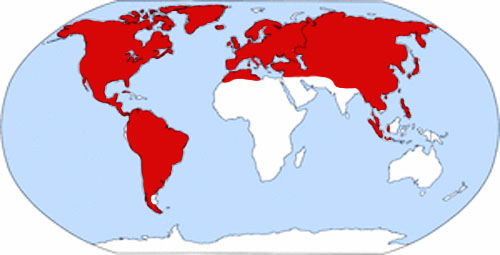
Distribución original del género Bombus (ha sido introducido en N. Zelanda y Tasmania)

## Distribución geográfica
Se los encuentra principalmente en climas templados, con algunas especies tropicales. También se encuentran en altitudes y latitudes más elevadas que las de otras especies de abejas. Una pocas especies  (B. polaris y B. alpinus) viven en climas muy fríos hasta en el Ártico, tal es el caso de B. polaris en la Isla de Ellesmere, como así de su cleptoparásito, B. hyperboreus. Este es el caso más septentrional de un insecto eusocial.
Tienen una distribución casi cosmopolita. No son nativos de Australia y Nueva Zelanda, pero algunas especies fueron introducidas el siglo pasado para efectuar la polinización de cosechas. En África, se los encuentra al norte del Sahara.

## Importancia económica
Son excelentes polinizadores de flores silvestres y también de plantas cultivadas. 
Su tolerancia al frío les permite polinizar en regiones donde otras abejas no llegan. Además comienzan su tarea polinizadora más temprano en la estación y más temprano en la mañana.

### Agricultura
Si bien la abeja melífera es la polinizadora de muchas de las plantas cultivadas, hay algunas que son polinizadas más eficazmente por los abejorros. Un ejemplo es la alfalfa. En Nueva Zelanda, cuando se inició la industria agropecuaria, los cultivos de alfalfa para alimentar al ganado crecían bien, pero no producían semilla, así que la importaban anualmente. En el siglo XIX y principios del XX fue necesario importar cuatro especies de abejorros de Europa para efectuar la polinización de la alfalfa y en unos pocos años no se necesitó importar más semilla (O'Toole, 1999).
Otro ejemplo del uso comercial del abejorro es la industria de tomates de invernadero en Estados Unidos, donde se compran colonias de abejorros anualmente y se las mantiene en el interior de grandes invernaderos (Buchmann, 1996).

### Estado de conservación
En algunos países desarrollados las poblaciones de abejorros están en peligro debido especialmente al uso de pesticidas. Por ejemplo, en Gran Bretaña, de las diecinueve especies nativas más las seis especies parásitas, varias han sufrido una profunda reducción y tres han sido extinguidas localmente. Las poblaciones de solo seis especies parecen gozar de buena salud. La desaparición o severa disminución de los abejorros podría tener un impacto profundo en la flora. Por eso en dicho país se ha fundado el Bumblebee Conservation Trust cuyo objetivo es asegurar el mantenimiento de las especies de abejorros.
En los Estados Unidos también han desaparecido algunas especies.
En el sur de Sudamérica el abejorro gigante, Bombus dahlbomii, está en peligro de extinción a causa de la introducción de dos abejorros europeos con fines de polinización agraria.

## El mito del vuelo del abejorro
De acuerdo con folklore del siglo veinte, las leyes de la aerodinámica prueban que el abejorro debería ser incapaz de volar, ya que no tiene la capacidad (en términos de tamaño de ala o movimientos por segundo) para alcanzar el vuelo con el grado de carga necesario en el ala. Sin percibir que los científicos 'probaron' que no puede volar, el abejorro lo hace satisfactoriamente. El origen de este mito ha sido difícil de ubicar con certeza. John McMasters contó una anécdota sobre un aerodinamicista suizo en una cena que realizó algunos cálculos y concluyó, presumiblemente en tono de broma, que de acuerdo con sus ecuaciones, los abejorros no pueden volar. En años posteriores McMasters rechazó este origen, sugiriendo que podían existir múltiples orígenes, y que el más antiguo que encontró fue una referencia en el libro francés Le vol des insectes de 1934, en el cual habían aplicado las ecuaciones de resistencia del aire en insectos y descubrieron que su vuelo era imposible, pero que "uno no debe estar sorprendido de que los resultados de estos cálculos no coincidan con la realidad".
Se cree que los cálculos que determinaron que los abejorros no pueden volar están basados en un tratamiento lineal simplificado de perfiles alares oscilantes. El método indica oscilaciones de pequeña amplitud sin separación del flujo de aire. Esto no considera el efecto de la entrada en pérdida dinámica, una separación del flujo de aire que induce un gran vórtice sobre el ala, que brevemente produce una fuerza de suspensión del perfil alar de varias veces la fuerza del vuelo regular. Análisis más sofisticados muestran que el abejorro puede volar porque sus alas encuentran una entrada en pérdida dinámica en cada ciclo de oscilación.